# Gunilla Röör

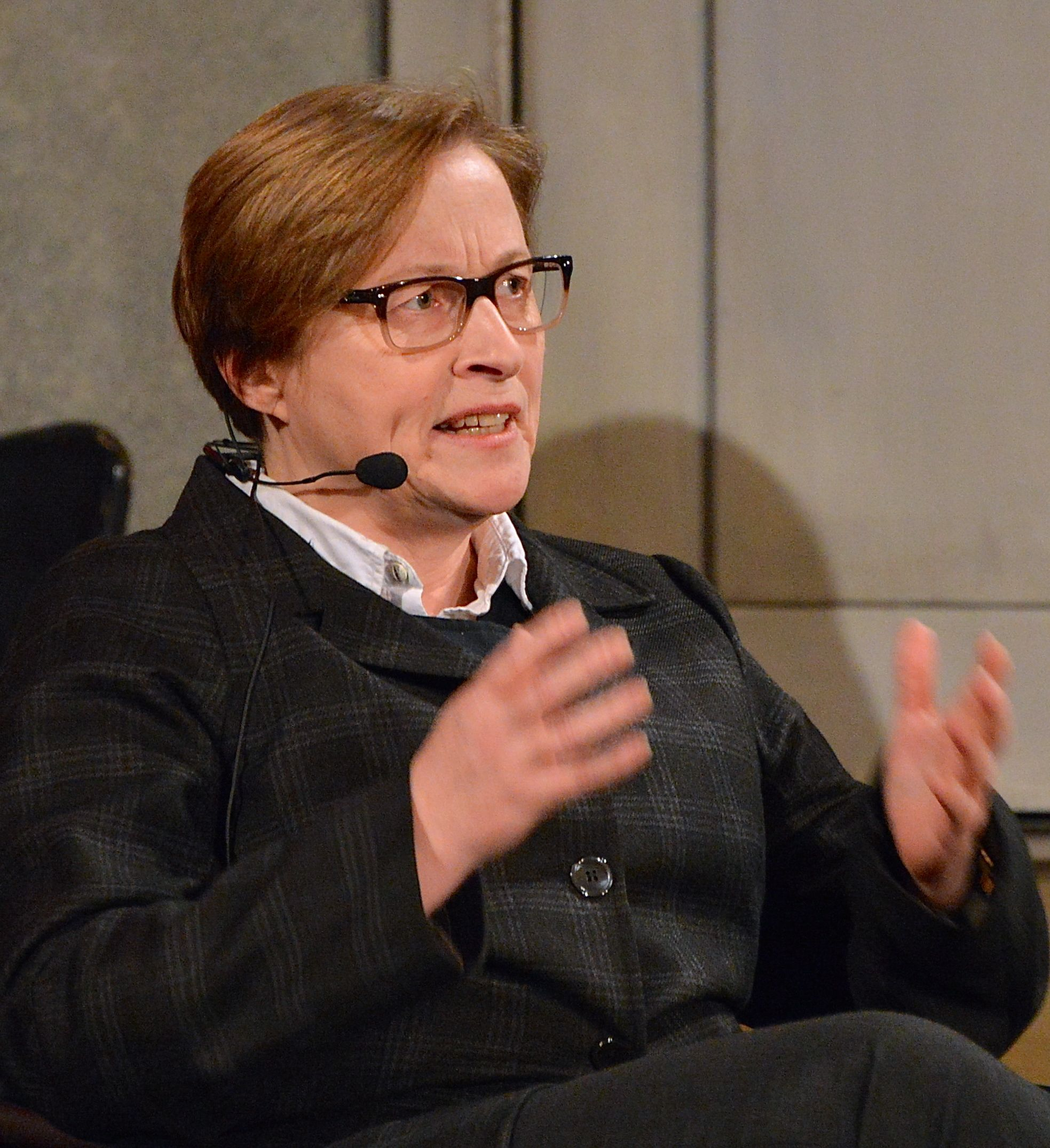
Gunilla Röör (2013)

Gunilla Kristina Röör (* 16. August 1959 in Bromma, Schweden) ist eine schwedische Schauspielerin.

## Leben
Gunilla Röör ist die Tochter der Schlagersängerin Inger Berggren. Nach ihrem Schulabschluss begann sie ein Studium an der Socialhögskola, welches sich mangels Erfolgs wieder abbrach. Stattdessen begann sie mit der Arbeit an einem Jugendzentrum, wo sie mit der Schauspielerei in Berührung kam. Nach mehreren gescheiterten Versuchen konnte sie ab 1983 ein Studium an der Teaterhögskolan i Stockholm aufnehmen, welches sie 1986 erfolgreich abschloss. Anschließend fand sie Arbeit am Stockholms Stadsteater und begann ab Anfang der 1990er Jahre regelmäßig beim schwedischen Film mitzuspielen.
Insgesamt wurde sie seitdem vier Mal für den nationalen schwedischen Filmpreis Guldbagge nominiert. Drei Nominierungen erhielt sie als Beste Hauptdarstellerin, wobei sie jeweils für ihre Darstellungen in Freud Leaving Home und Sommaren ausgezeichnet wurde. Eine weitere Nominierung als Beste Nebendarstellerin erhielt sie für ihre Darstellung der Lillemor Fransson in Harald Hamrells Kriminalfilm Kommissar Beck – Die letzte Zeugin. 2020 wurde Röör mit dem königlichen Kulturorden Litteris et Artibus ausgezeichnet.
Röör ist mit dem Schauspieler Per Sandberg verheiratet und hat mit ihm einen gemeinsamen Sohn.

## Filmografie (Auswahl)
- 1990: Der Schutzengel (Skyddsängeln)
- 1991: Freud Leaving Home (Freud flyttar hemifrån...)
- 1992: Mein großer starker Vater (Min store tjocke far)
- 1995: Sommaren
- 1998: Das Glück kommt morgen (Under solen)
- 1999: Eine kleine Weihnachtsgeschichte (En liten julsaga)
- 1999: Pippi in der Südsee (Pippi i Söderhavet)
- 2001: Deadline – Terror in Stockholm (Sprängaren)
- 2002: Kommissar Beck – Die letzte Zeugin (Beck – sista vittnet)
- 2017: Nur ein Bankraub (Enkelstöten)
- ab 2017: Rebecka Martinsson (Fernsehserie)